# Llei de règim jurídic de les administracions públiques i del procediment administratiu comú
La Llei de règim jurídic de les administracions públiques i del procediment administratiu comú, abreujada com a LRJAP-PAC i com a Llei 30/1992, de 26 de novembre, és una llei que establia i regulava les bases del règim jurídic, el procediment administratiu comú i el sistema de responsabilitat de les administracions públiques a l'estat espanyol, i és aplicable a totes elles.
Aquesta llei va quedar derogada per l'entrada en vigor de la Llei 39/2015, d'1 d'octubre, del procediment administratiu comú de les administracions públiques i la Llei 40/2015, d'1 d'octubre, de règim jurídic del sector públic.

## Àmbits d'aplicació
Aquesta llei afecta tant a l'administració de l'estat espanyol, a les diferents administracions autonòmiques i als ens locals, així com a aquelles entitats que formen part de l'administració pública i que han estat creades per una altra administració pública i que per tant gaudeixen de personalitat jurídica pròpia.

## Principis generals
La llei estableix que hi ha 5 principis generals que ha de seguir qualsevol administració pública de l'estat espanyol:
1. Les administracions públiques serveixen amb objectivitat els interessos generals i actuen d'acord amb els principis d'eficàcia, jerarquia, descentralització, desconcentració i coordinació, amb submissió plena a la Constitució espanyola, a la llei i al dret. Han de respectar, igualment, en la seva actuació els principis de bona fe i de confiança legítima.
2. Les administracions públiques, en les seves relacions, es regeixen pel principi de cooperació i col·laboració, i en la seva actuació, pels criteris d'eficiència i servei als ciutadans.
3. Sota la direcció del govern espanyol, dels òrgans de govern de les comunitats autònomes i dels òrgans corresponents de les entitats que integren l'Administració local, l'actuació de l'Administració pública respectiva es desenvolupa per assolir els objectius que estableixen les lleis i la resta de l'ordenament jurídic.
4. Cada una de les administracions públiques actua, per al compliment de les seves finalitats, amb personalitat jurídica única.
5. En les seves relacions amb els ciutadans, les administracions públiques actuen de conformitat amb els principis de transparència i de participació.

## Les administracions públiques i les seves relacions
En funció del que determina la llei, una administració pública de l'estat basa la seva relació amb una altra administració pública en el principi de lleialtat institucional. En funció d'aquesta lleialtat, les administracions poden sol·licitar tot tipus d'informació i assessorament per a l'execució de les seves demandes. Aquest assessorament i/o cooperació sols es pot denegar per falta de mitjans, per causar un perjudici greu a la tutela dels documents o per causar un greu perjudici al compliment de les seves funcions. En cas de donar-se aquesta negativa, la mateixa ha de ser comunicada a l'administració sol·licitant de forma motivada.
L'Administració General de l'Estat, les de les comunitats autònomes i les entitats que integren l'Administració local han de col·laborar i auxiliar-se per a les execucions dels seus
actes que s'hagin de fer fora dels seus àmbits territorials de competències respectius. En les relacions entre Estat i Comunitat Autònoma, el contingut del deure de col·laboració s'ha de dur a terme a través dels instruments i procediments que de manera comuna i voluntària estableixin aquestes administracions. Quan aquestes relacions, tinguin com a finalitat la presa de decisions conjuntes tant de competències compartides com d'una activitat comuna entre ambdues administracions, aleshores s'han d'ajustar als instruments i els procediments següents:
- Conferència sectorials
- Convenis de col·laboració
- Plans i programes conjunts

## Relacions amb l'administració local i la Unió Europea
La relació entre l'estat o una Comunitat Autònoma, amb una administració local es regeix per la legislació bàsica en matèria de règim local. Pel que fa a la relació entre una administració pública i la Unió Europea, aquesta prové derivada de les obligacions derivades dels tractats signats per l'estat espanyol com a estat membre de la Unió. En aquest cas, les administracions públiques han de dirigir-se a l'òrgan de l'Administració General de l'Estat competent per fer la comunicació que la transmetrà a la institució comunitària corresponent. Quan no existeix un termini específic per complir amb aquesta obligació, la tramesa s'ha d'efectuar en el transcurs de 15 dies, a excepció de quan es tracti de projectes de disposicions o qualsevol altra informació, a falta d'un termini específic, la tramesa s'ha de fer en temps útil als efectes del compliment d'aquesta obligació.

## Òrgans de les administracions públiques

### Creació d'òrgans administratius
La llei preveu que cada administració pública delimiti el seu propi marc competencial, així com les unitats administratives que configuren els òrgans administratius propis de les especialitats derivades de la seva organització. Explícitament, la llei prohibeix crear nous òrgans que impliquin duplicació d'altres ja existents si al mateix
temps no se suprimeix o es restringeix adequadament la competència d'aquests. Igualment, existeix l'obligació que per a la creació de qualsevol òrgan administratiu es compleixin els requisits següents:
- La determinació de la seva forma d'integració en l'Administració pública, de què es tracta i de la seva dependència jeràrquica.
- La delimitació de les seves funcions i competències.
- La dotació dels crèdits necessaris per a la seva posada en marxa i per al seu funcionament.

### Competència
Tal com estableix la llei en seu article 12, la competència és irrenunciable, i l'han d'exercir precisament els òrgans administratius que la tenen atribuïda com a pròpia, llevat dels casos de delegació o avocació, quan s'efectuïn en els termes previstos en aquesta o en altres lleis. De la mateixa quan l'administració encarrega la gestió, la delegació de signatura i la suplència no comporta una alteració de la titularitat de la competència, encara que sí dels elements determinants del seu exercici que en cada cas es preveuen.
La titularitat i l'exercici de les competències atribuïdes als òrgans administratius poden ser desconcentrats, de manera que recaiguin en mans d'òrgans dependents sempre que respectin els requisits que preveuen les normes d'atribució de competències. Si alguna disposició atribueix competència a una administració, sense especificar l'òrgan
que l'ha d'exercir, s'entén que la facultat d'instruir i resoldre els expedients correspon als òrgans inferiors competents per raó de la matèria i del territori, i, si n'hi ha diversos, al superior jeràrquic comú.
En els articles següents la llei preveu els mecanismes pels quals es fa un traspàs competencial:
- Delegació de competències
- Avocació de competències
- Encàrrec de gestió
- Delegació de signatura
- Suplència de competències
- Coordinació de competències
- Decisió sobre competència
- Instruccions i ordres de servei

### Òrgans col·legiats
El règim jurídic dels òrgans col·legiats s'ha d'ajustar a les normes contingudes en el Capitol II de la llei, sens perjudici de les peculiaritats organitzatives de les administracions públiques en què s'integren. Els òrgans col·legiats de les diverses administracions públiques en què participin organitzacions representatives d'interessos socials, i també els compostos per representacions de diferents administracions públiques, encara que no comptin amb la participació d'organitzacions representatives d'interessos socials, poden establir o completar les seves pròpies normes de funcionament. Els òrgans col·legiats a què es refereix aquest apartat han de quedar integrats en l'Administració pública corresponent, tot i que no han de participar en l'estructura jeràrquica d'aquesta, llevat que així ho estableixin les seves normes de creació, es desprengui de les seves funcions o de la mateixa naturalesa de l'òrgan col·legiat.

## Abstenció i recusació
Les autoritats personal de l'administració pública, que concurreixin en les següents circumstàncies s'han d'abstenir d'intervindre en el procediment: 
- Tenir interès personal en l'assumpte de què es tracti o en un altre en la resolució del qual pugui influir la d'aquell; ser administrador de societat o entitat interessada, o tenir una qüestió litigiosa pendent amb alguna persona interessada.
- Tenir parentiu de consanguinitat dins el quart grau, o d'afinitat dins el segon, amb qualsevol de les persones interessades, amb els administradors d'entitats o societats

interessades i amb els assessors, representants legals o mandataris que intervinguin en el procediment, i també compartir despatx professional o estar associat amb aquests per a l'assessorament, la representació o el mandat.
- Tenir amistat íntima o enemistat manifesta amb alguna de les persones esmentades del supósit anterior.
- Haver intervingut com a perit o com a testimoni en el procediment de què es tracti.
- Tenir relació de servei amb una persona natural o jurídica interessada directament en l'assumpte, o haver-li prestat en els dos últims anys serveis professionals de qualsevol tipus

i en qualsevol circumstància o lloc.
- L'actuació d'autoritats i personal al servei de les administracions públiques en els quals concorren motius d'abstenció no ha d'implicar, necessàriament, la invalidesa dels actes en

què hagin intervingut.
- Els òrgans superiors poden ordenar a les persones en les quals es doni alguna de les circumstàncies assenyalades que s'abstinguin de qualsevol intervenció en l'expedient.
- La no-abstenció en els casos en què és procedent dona lloc a responsabilitat.

Per altra banda, les personades interessades en un procediment, poden recusar en algun moment de la tramitació a un membre de l'administració si es dona un cas del previstos en l'abstenció. La recusació s'ha de plantejar mitjançant un escrit en què cal expressar la causa o les causes en què es fonamenta. Segons marca la llei 30/1992, l'endemà de la presentació de l'escrit la persona recusada haurà de manifestar al seu superior immediat si es dona o no en ella la causa al·legada. En el primer cas, el superior en pot disposar la substitució tot seguit, per contra si la persona recusada nega la causa de recusació, el superior ha de resoldre en el termini de tres dies, amb els informes i les comprovacions previs que consideri oportuns.

## Els interessats

### Capacitat d'actuar
La capacitat d'actuació davant de l'administració es dota de dos supòsits:
- Persones que la tenen d'acord amb les normes civils
- Menors d'edat per a la defensa dels seus drets quan l'ordenament juridicoadministratiu ho permet sense l'assistència de les persones que tenen la pàtria potestat, tutela o curatela a excepció dels menors amb discapacitat quan aquesta afecti la seva capacitat per a defensar els seus interessos.

### Persona interessada
Es consideren persones interessades en el procediment administratiu aquelles que:
- Les que el promoguin com a titulars de drets o d'interessos legítims individuals o col·lectius.
- Les que, sense haver iniciat el procediment, tinguin drets que puguin resultar afectats per la decisió que s'hi adopti.
- Les que tinguin interessos legítims, individuals o col·lectius, que puguin resultar afectats per la resolució i es personin en el procediment mentre no s'hagi dictat la resolució definitiva.
- Les associacions i organitzacions representatives d'interessos econòmics i socials són titulars d'interessos legítims col·lectius en els termes que la llei reconegui.
- Quan la condició de persona interessada derivi d'alguna relació jurídica transmissible, el dret havent ha de succeir en aquesta condició sigui quin sigui l'estat del procediment.

Tota persona interessada amb capacitat per actuar, poden fer-ho per mitjà d'una persona que els representi amb la qual se'l de fer els tràmits i procediments sempre que no hi hagi manifestació expressa de l'interessat. De la mateixa manera, una persona amb capacitat d'actuar pot esdevenir representant. Quan s'actuà per mitjà de representant, aquest ha d'acreditar-se per qualsevol mitjà vàlid en el dret que en deixi constància fidedigna o per compareixença personal de l'interessat. Per als actes i les gestions de mer tràmit es presumeix aquesta representació. La falta d'acreditació no invalida l'acte, però sí que obliga que aquesta es produeixi en un termini de 10 dies, tot i que aquest pot ser superior quan l'òrgan administratiu així ho reflecteixi.
En el cas que hi hagi diverses persones interessades, les actuacions s'efectuaran amb el representant o la persona interessada que s'hagi assenyalat expressament, i si no n'hi ha cap, serà la persona que signi primer la sol·licitud, l'escrit o la comunicació que s'ha enviat a l'administració pública.
Tal com indica l'article 34 de la llei, si durant la instrucció d'un procediment que no hagi tingut publicitat en la forma legal s'adverteix l'existència de persones que siguin titulars de drets o interessos legítims i directes, la identificació de les quals resulta de l'expedient i poden resultar afectades per la resolució que es dicti, s'ha de comunicar a aquestes persones la tramitació del procediment.

## Les disposicions i els actes administratius

### Les disposicions administratives
Les disposicions administratives són les encarregades de desenvolupar les lleis. En aquest sentit, la llei 30/1992 remarca que les disposicions administratives no poden vulnerar la Constitució o les lleis ni regular aquelles matèries que la Constitució o els estatuts d'autonomia reconeixen de la competència de les Corts Generals o de les assemblees legislatives de les comunitats autònomes. De la mateixa manera, cap disposició administrativa no pot vulnerar els preceptes d'una altra de rang superior i s'han d'ajustar a l'ordre de jerarquia que estableixen les lleis. Perquè produeixin efectes jurídics, les disposicions administratives s'han de publicar en el diari oficial corresponent.

### Nul·litat i anul·libilitat
La llei 30/1992 preveu quins actes administratius poden ser de nul·litat o d'anul·labilitat:
- Els casos de nul·litat absoluta es restringeixen i esdevenen supòsitst taxats, els de l'article 62 de la llei 30/1992.

- - Els que lesionin els drets i les llibertats susceptibles d'empara constitucional.
  - Els que dicti un òrgan manifestament incompetent per raó de la matèria o del territori.
  - Els que tinguin un contingut impossible.
  - Els que siguin constitutius d'infracció penal o es dictin com a conseqüència d'aquesta.
  - Els que es dictin prescindint totalment i absolutament del procediment establert legalment o de les normes que contenen les regles essencials per a la formació de la voluntat dels òrgans col·legiats.
  - Els actes expressos o presumptes contraris a l'ordenament jurídic per part dels quals s'adquireixen facultats o drets quan no es tinguin els requisits essencials per a la seva adquisició.
  - Qualsevol altre que estableixi expressament una disposició de rang legal.

- Per contra l'anul·labilitat ve determinat pel fet que l'acte administratiu conté vicis de prou entitat i, per tant, incorrin en qualsevol infracció de l'ordenament jurídic, fins i tot la desviació de poder. No obstant això, l'article 63 de la llei 30/1992 determina que:

- - No obstant això, el defecte de forma només determina l'anul·labilitat quan l'acte no té els requisits formals indispensables per a aconseguir el seu fi o dona lloc a la indefensió de les persones interessades.
  - La realització d'actuacions administratives fora del termini establert només implica l'anul·labilitat de l'acte quan així ho imposa la naturalesa del terme o termini.